# 亚历山大·奥巴林
亚历山大·伊万诺维奇·奥巴林（俄语：Александр Иванович Опарин，1894年3月2日—1980年4月21日），蘇聯生物化学家。

## 生平
1922年曾在阿尔布雷希特·科塞尔的实验室中工作过。1924年发表《生命起源》一书探讨生命的演化。1936年的《地球上生命的起源》发展了生命起源的假说。他的假说是以團聚體为中心的。他發現了食品生產過程是基於生物催化，并為蘇聯生物化學的工業化奠定了基礎。